# Jan Smulski
Jan Franciszek Smulski (ur. 4 lutego 1867 w Poznaniu, zm. 18 marca 1928 w Chicago) – działacz polonijny w Stanach Zjednoczonych, członek Związku Narodowego Polskiego, założyciel i właściciel pierwszego polskiego banku w USA (1906); prezes Fundacji na rzecz Polskich Ofiar Wojny w okresie I wojny światowej. Bank Smulskiego nosił nazwę Northwestern Bank i mieścił się w centrum polskiej dzielnicy Chicago u zbiegu ulic Milwaukee Avenue, Ashland i Division. 
Jan Smulski był ważną osobą w tej dzielnicy. Z Polski przyjechał wraz z ojcem, który założył drukarnię w Chicago. Skończył chicagowski uniwersytet Loyola, objął po ojcu drukarnię i udzielał się w polityce. Był radnym miejskim (ang. alderman), później sekretarzem finansowym stanu Illinois. Współpracował z Paderewskim kierując Wydziałem Narodowym. Była to organizacja konkurencyjna dla Komitetu Obrony Narodowej (kojarzonego z polityką aktywistów, zorientowaną na Austro-Węgry. Gdy Stany Zjednoczone wypowiedziały wojnę Austrii, Komitet Obrony Narodowej musiał działać bardzo uważnie, bo okazał się związany z nieprzyjacielem USA). Wydział Narodowy był proaliancki. Współpracował z wieloma parafiami Kościoła Katolickiego i rozmaitymi organizacjami polonijnymi. Był członkiem Ligi Narodowej.
Na życzenie Józefa Piłsudskiego wszedł w skład Komitetu Narodowego Polskiego w 1919 roku..
Po wojnie Smulski utworzył Kongres Wychodźstwa, ale jego znaczenie nie było wielkie, zwłaszcza że po I wojnie światowej Polonia miała poważne problemy (m.in. z bezrobociem). W latach dwudziestych XX wieku zaczął borykać się z problemami finansowymi (era nadchodzącego Wielkiego Kryzysu), zachorował na raka i prawdopodobnie z tego powodu popełnił samobójstwo. 
Był wielce oddany sprawie polskiej i Polonii, więc pochowano go z honorami na polskim cmentarzu św. Wojciecha w Niles (nad grobem przemawiał Paderewski). W miejscu gdzie został pochowany stoi pomnik Smulskiego, ale jako samobójca nie jest pochowany w poświęconej ziemi. Ziemia została zdekonsekrowana, grobowiec otoczono alejkami.
W chicagowskiej dzielnicy Wicker Park znajduje się kilka domów, w których bywał i grał Paderewski. Jeden z nich należał do Jana Smulskiego – okazała rezydencja pod adresem 2138 W. Pierce, odkupiona od niemieckiego przedsiębiorcy Hansa D. Runga właściciela Wolf Brothers Wood Milling Company. Dom ten służył potem jako polski konsulat.